# Benben

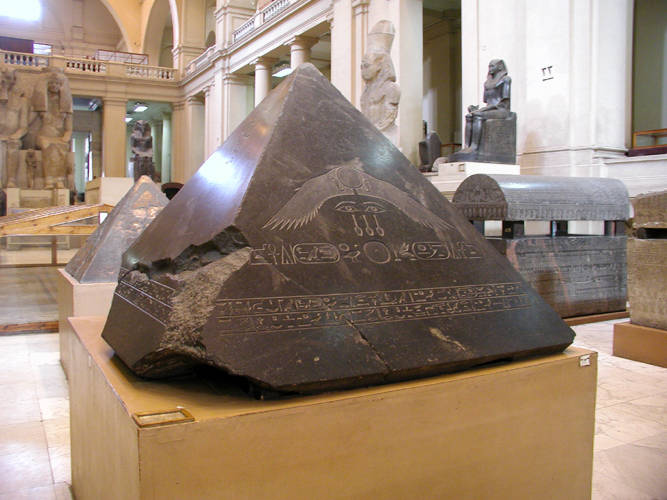
Kamień benben pochodzący z Piramidy Czarnej (Muzeum Kairskie)

Benben – staroegipski fetysz solarny, będący symbolem prawzgórza czyli pierwszego skrawka stałego lądu, stworzonego przez boga Atuma-Re. 
W późniejszym okresie przedstawiane w formie kamiennego obelisku, tzw. kamienia benben, znajdującego się w świątyni boga słońca w Heliopolis, który stanowił prawzór wszystkich piramid i obelisków egipskich. Obelisk ten miał również inną symbolikę – był kamiennym wyobrażeniem promienia słonecznego, symbolu boga słońca – stworzyciela Atuma-Re. Jego prawzorem był słup Junu, prawdopodobnie wywodzący się z pierwotnego, ginącego w mroku pradziejów, kultu lokalnego bóstwa z Heliopolis, od którego też pochodzi pierwotna nazwa egipska miasta Heliopolis czyli Junu.